# 西班牙葡萄酒

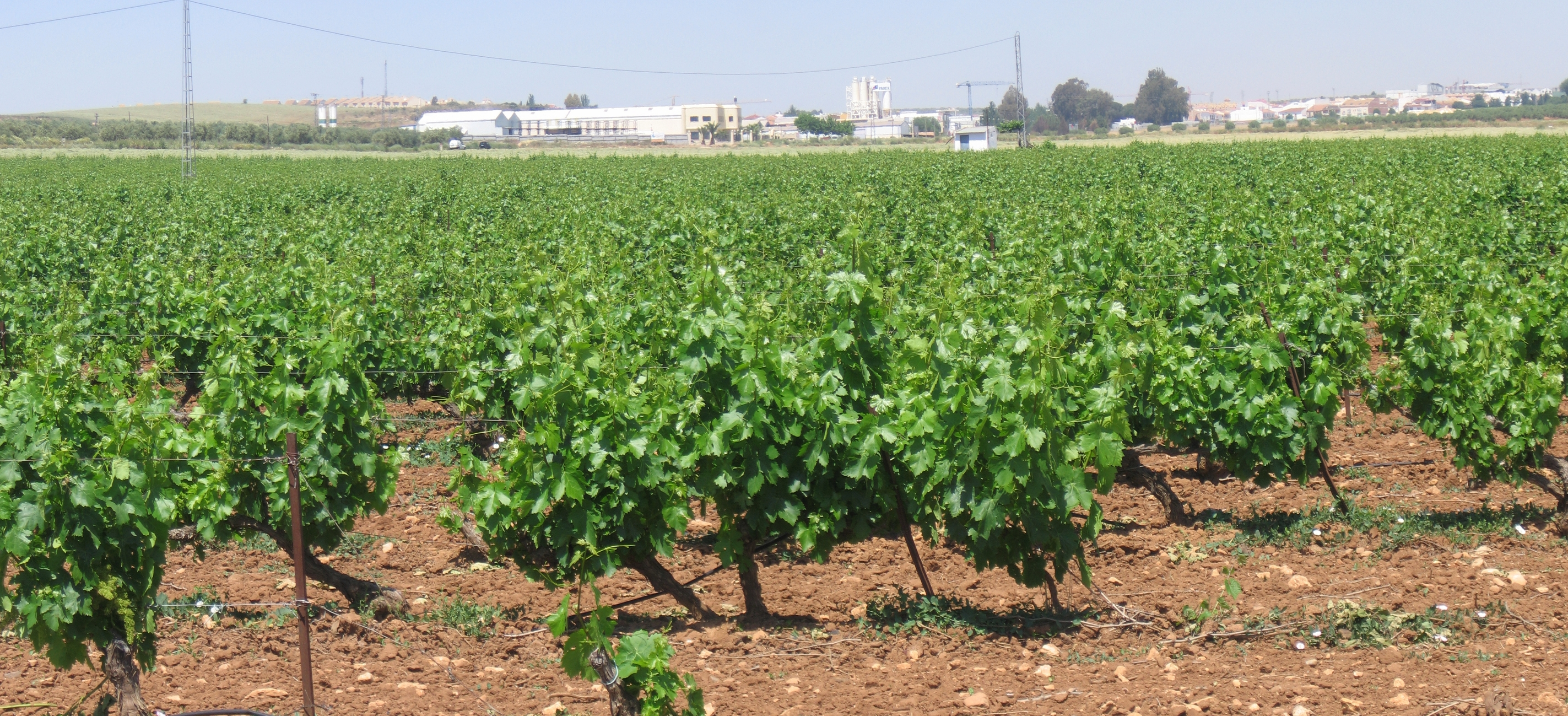
位於西班牙南部安達魯西亞的葡萄園

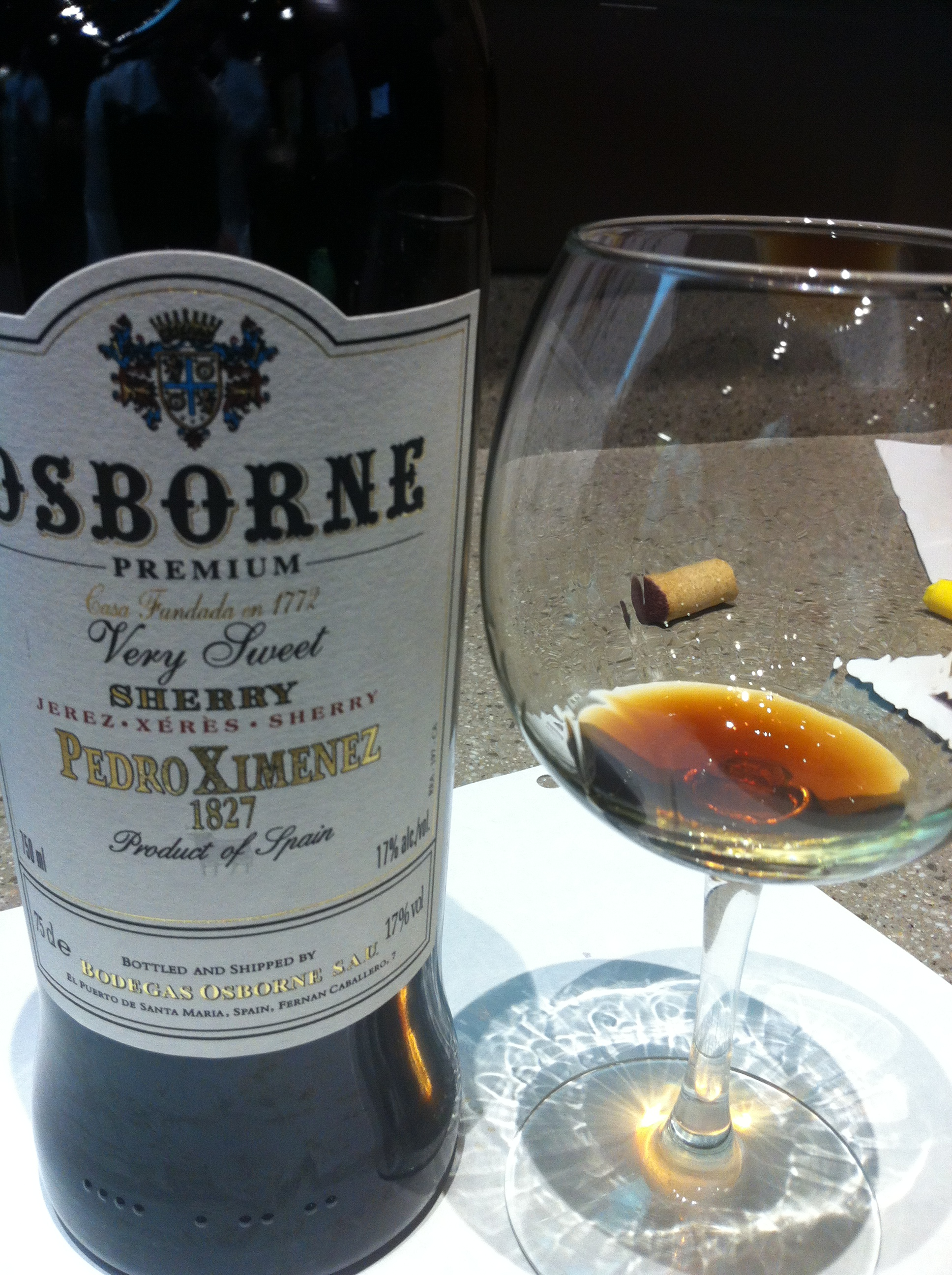
雪利酒

西班牙葡萄酒（西班牙語：vinos españoles）指的是在西班牙生產的葡萄酒。西班牙的葡萄園面積達117萬公頃，是世界上葡萄園面積最大的國家，但西班牙的葡萄酒產量是世界第三，僅次於法國和 義大利。西班牙的葡萄酒消費量位列世界第9，人均年葡萄酒消費量為21.6升。

## 歷史
考古研究發現早於遠古時代，西班牙一帶已有人種植葡萄釀酒。至古羅馬時代，西班牙被古羅馬人征服，西班牙葡萄酒亦被運往羅馬帝國其他地區。而當時兩個最大產區，是位今日的塔拉戈納和安達魯西亞省一帶。
在中世紀以後，信奉伊斯蘭教的摩爾人征服伊比利亞半島。由於伊斯蘭嚴格禁酒，釀酒工業一度受到壓制。至十三世紀收復失地運動後，開始重新有大量葡萄酒釀造出口，主要市場為英國。到大航海時代，西班牙亦大量出口西班牙葡萄酒，到美洲諸地銷售。
在工業革命年代，由於歐洲各國技術進步，西班牙葡萄酒受到競爭而需求減少，加上西班牙內亂，兼有內戰，西班牙各地的酒莊和葡萄園都受到戰火摧毀。二次大戰期間又切斷了對歐貿易，進一步打擊西班牙葡萄酒出口。
自1950年代以來西班牙的釀酒業重新發展，其中於1960年代，雪利酒獲得了國際市場的重視。同時又引進一些國際間普遍採用的葡萄品種釀酒，如赤霞珠和霞多麗。

## 產地

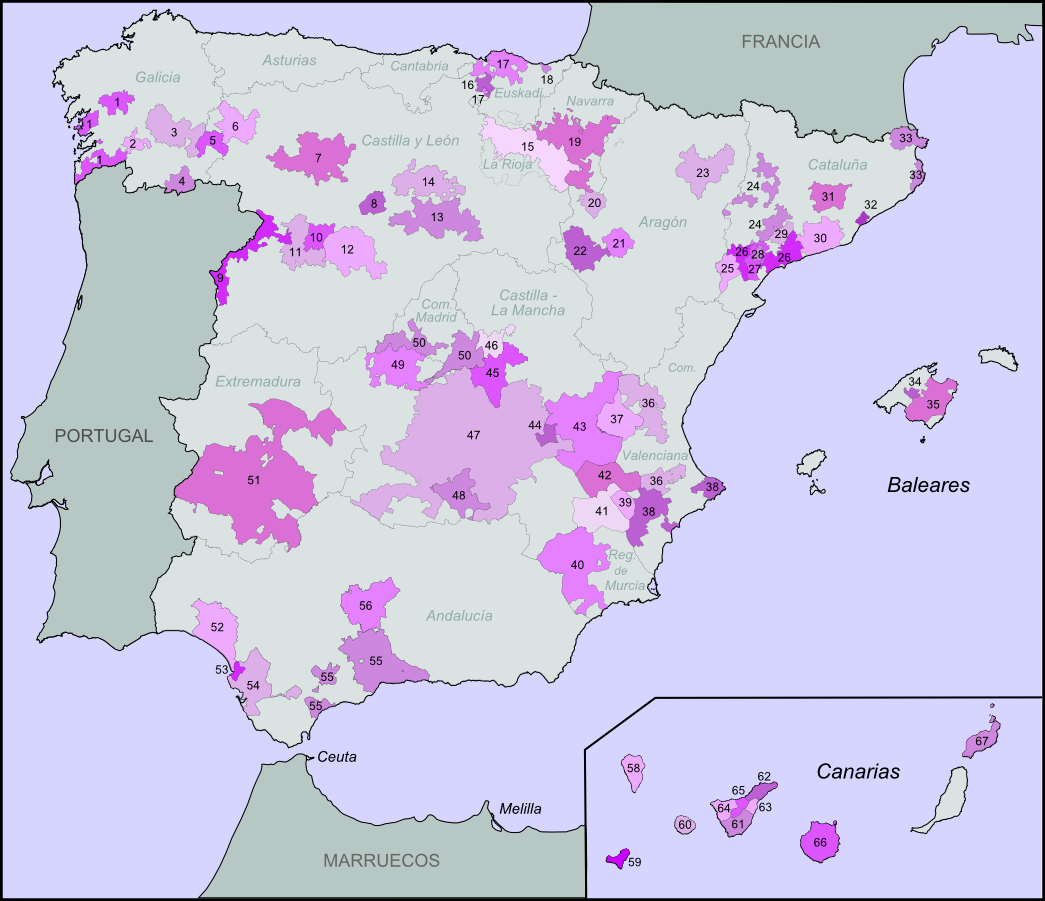
2008年西班牙葡萄酒產區分佈。

基本上西班牙幾乎所有地方都可以種植葡萄釀酒，但普遍上都是集中於西班牙中部，屬山脈地區。
- 安達魯西亞：該省產有葡萄酒的有區域有加的斯、拜倫、科爾多瓦、托雷佩羅希爾、哈恩南山脈、諾特德塞維拉山脈
- 阿拉貢：加耶戈河沿岸、希洛卡河河谷、辛卡河河谷
- 卡斯蒂利亚-莱昂：全省普遍種植
- 卡斯蒂利亚-拉曼恰：全省普遍種植
- 加泰羅尼亞
- 加利西亞
- 拉里奧哈
- 巴利亞利群島

## 品種
一些紀錄指出，全西班牙共有逾600種葡萄種植，但整體只有20種葡萄才會被用作釀酒。
西班牙葡萄酒一般是用本土品種釀製，但近年來一些國際普遍的葡萄種類也會用，比如霞多麗、赤霞珠、梅洛葡萄等等。